# 1340-ві
Пізнє Середньовіччя •  Реконкіста  •  Авіньйонський полон пап  •  Монгольська імперія

## Події

### Чорна смерть
У Європу прийшла пандемія чуми, що отримала назву Чорна смерть. Вона розпочалася 1346 року в Криму. Генуезькі купці, що втекли з Кафи, яку тоді взяв в облогу ординський хан Джанібек, завезли хворобу в Італію, Грецію та Єгипет. Незабаром пандемія охопила всю Європу, забираючи життя багатьох людей. Вона супродовжувалася єврейськими погромами — підступи євреїв вважалися причиною поширення захворювання. Через нестачу робочої сили внаслідок епідемії 1349 року англійський король Едуард III видав розпорядження щодо робітників, яким фіксував заробітну плату, зобов'язав працювати всіх до 60 років, заборонив переманювати робітників.

### Руські землі
1340 року почалася війна за галицько-волинську спадщину між Польщею та Литвою. 1348 року війська польського короля вторглися на Галичину та Волинь, а 1349 року поляки захопили Львів. 1250 року литовці відбили в поляків частину Волині, і між двома силами встановився нетривкий мир. 
У Києві впродовж десятиліття правив  Федір-Гліб Іванович.
У Володимирському князівстві правив Симеон Гордий.
1348 року війська  шведського короля Магнуса Ерікссона захопили фортецю Оріхів, що належала Новгородській республіці.

### Візантія
1341 року, після смерті Андроніка III Палеолога, у Візантії розпочалася громадянська війна, що триватиме до 1347 року. Візантійська знать проголосила імператором Іоанна VI Кантакузина, тоді як у Константинополі короновано малолітнього Іоанна V Палеолога. Наступного, 1342 року, Фессалоніках владу захопили зилоти, вигнавши з міста аристократів. 1346 року оттоманський емір Орхан I уклав союз з претендентом на візантійський трон  Іоанном Кантакузином і взяв у дружини його доньку Теодору. 1347 року  Іоанн Кантакузин з допомогою турків захопив Константинополь і став одноосібним імператором Візантії. Досягнуто домовленості, що Іоанн V Палеолог одружиться з донькою Кантакузина. 1349 року імператор створив Морейський деспотат як апанаж для свого сина. 
1342 року Іоанн III Комнін став імператором Трапезундської імперії, а  Гі де Лузіньян став царем Кілікійської Вірменії під іменем Костандін III, але 1344 року його було вбито. 
1344 року союз християнських військ захопив Смірну. Родоські лицарі зберігали над нею контроль до 1402 року попри спроби турків відбити місто.

### Східна Європа
1341 року литовський князь Гедемін загинув у бою з тевтонськими лицарями. Його володіння розділили між  собою численні сини. 1345 року Великим князем Литовським став Ольгерд, відібравши титул у брата Євнута. 1348 року  Тевтонський орден здобув перемогу над литовцями в битві на Стреві. 
1343 року Польща та Тевтонський орден уклали Каліський мир, за яким Куявія та Добжинь поверталися полякам, тоді як Гданськ та Хелмно залишалися в руках Ордену. 1344 року король Богемії Ян Люксембурзький напав на Польщу й взяв в облогу Краків. Польському королю Казимиру III вдалося відбитися з допомогою Людвіка Угорського. 1347 року Казимир III Великий затвердив Віслицький статут, що реорганізував управління державою. 1348 року почалося вторгнення польських військ на Галичину та Волинь, а наступного року поляки захопили Львів. 
Син Яна Люксембурзького Карл домігся створення в Празі архієпископства. Почалося будівництво Собору святого Віта. Карл Люксембург заснував у Празі  університет, що досі носить його ім'я. 
1342 року королем Угорщини став Людвік I Великий з Анжуйської династії.
З 1342 року Золоту Орду очолив хан Джанібек. Наступного року він закрив генуезькі факторії на Дону й узяв в облогу Кафу.
Скориставшись негараздами у Візантії, зміцніла Сербія. 1345 року Стефан Душан захопив візантійське місто Серрес і проголосив себе імператором сербів та греків. 1349 року на з'їзді сербської знаті в Скоп'є затверджено «Законник Стефана Душана».

### Західна Європа
1341 року до Шотландії повернувся Давид II Брюс після 7 років перебування в Нормандії, прогнав Едуарда Балліола й повернув собі владу в королівстві. 1346 року англійські війська завдали поразки шотландським у битві біля Невіллз-Кросс. Шотландський король Давид II потрапив у полон. 
1341 року розпочалася війна за Бретонську спадщину, що стала частиною Столітньої війни. 1342 року англійські війська висадилися в Бресті, взяли в облогу, а потім захопили Еннбон.  25 серпня 1346 року в битві при Кресі, одній з перших великих битв Столітньої війни, англійський король Едуард III отримав переконливу перемогу над військом французького короля Філіпа VI. 1347 року англійці захопили Кале. Французький король Філіп VI скликав Генеральні штати, шукаючи фінансової підтримки для ведення війни. 
З 1350 року Францію очолив Іоанн II Добрий.
1346 року Папа римський Климент VI позбавив Людвіга Баварського титулу імператора. 
Новим римським королем обрано   Карла IV Люксембурга, сина короля Богемії. 1349 року його було обрано вдруге.

### Південна Європа
1342 року  розпочався понтифікат Климента VI. Резиденція папи залишалася в Авіньйоні.  Наступного, 1343 року, Климент VI видав буллу Unigenitus, яка заклала підвалини в надання церквою індульгенцій. Продовжувався конфлікт Святого престолу з імператором Людвігом Баварським. 1343 року Папа дав Людвігу три місяці, щоб зректися титулу. 1346 року Папа  позбавив Людвіга Баварського титулу імператора. 
20 травня 1347 року повсталі під проводом Кола ді Рієнцо захопили в Римі урядову резиденцію і проголосили Рим республікою. Повстання зазнало поразки, й 1350 року Кола ді Рієнцо втік до Праги, де збирався добитися покровительства Карла Люксембурга, однак опинився у в'язниці.
1342 року у Флоренції встановилася диктатура Готьє де Брієнна, але наступного року народне повстання його прогнало. У Республіці встановилася Синьйорія з 21 цеху. 
Королем Сицилії та герцогом Афін став 1342 року Людовик Дитя з Арагонської династії.
1343 року Неаполітанське королівство та графство Прованс успадкувала Джованна I. Вона відмовилася коронувати свого чоловіка Андрія Угорського. Незабаром зловмисники його убили, що призвело до вторгнення на південь Італії угорського короля Людовика. Інтервенція почалася 1347 року. Королева Джованна I втекла в Авіньйон. 1348 року Папа Климент VI проголосив Джованну не винною у вбивстві чоловіка і водночас купив у неї Авіньйон. Угорські війська окупували Неаполітанське королівство, але чума змусила їх відступити. 
Роздроблені та формально підвладні Священній Римській імперії міста-держави півночі Італії продовжували вести перед в економічному та культурному розвитку Європи. У Генуї почалася практика страхування. 1343 року відкрито Пізанський університет. Але 1344 року відбулося банкрутство кількох великих флорентійських банків, що належали родинам Барді, Перуцці, Аччаюолі. Це викликало загальноєвропейську кризу. 
1350 року між Венецією та Генуєю спалахнула Кафська війна — Венеція намагалася перекрити своїй суперниці доступ до Чорного моря.
Алькабала стала державним податком у Кастилії. 1344 року війська Кастилії після дворічної облоги взяли місто Альхесірас. Це була одна з перших битв у Європі, де використовувалася вогнепальна зброя. Того ж року Арагонське королівство поглинуло Майорканське королівство. 1350 року королівство Кастилія і Леон очолив Педро I Жорстокий.
Португальський принц Педру після смерті своєї дружини Констанс Кастильської при пологах, 1345 року таємно, за його словами, одружився з її придворною дамою Інес де Кастро.

### Північна Європа
1343 року в Естонії спалахнуло повстання Юрієвої ночі проти німецьких і данських завойовників. Воно тривало до 1345 року. 1347 року Данська Естонія продана Тевтонському ордену.
1343 року Магнус IV відмовився від трону Норвегії на користь свого сина Гокона VI, хоча фактично залишився правителем через малолітство наступника.

### Азія
1346 року Віджаянагарська імперія на півдні Індостану поглинула державу Хойсалів. Від Делійського султанату відкололася держава Бахмані.